# Jeff Dunham
Jeffrey (Jeff) Dunham (Dallas, 18 april 1962) is een Amerikaans buikspreker, stand-upcomedian en acteur. Hij heeft in talloze shows en televisieprogramma's opgetreden, waaronder The Tonight Show en Comedy Central Presents. In 2009 kreeg hij zijn eigen show getiteld The Jeff Dunham Show.

## Biografie
Dunham is enig kind. Hij begon op zijn achtste met buikspreken. Hij beschouwde het als een vaardigheid die iedereen kon leren met wat oefening. Dunham is afgestudeerd in communicatie aan de Baylor University in Waco (Texas), maar heeft volgens eigen zeggen nooit een 'echte baan' gehad.
Dunham maakte zijn debuut met zijn buikspreekact in 1985, in de Broadwayshow Sugar Babies, samen met Mickey Rooney en Ann Miller. Bij zijn eerste ervaringen leerde hij zijn act regelmatig aan te passen daar de grappen die hij vertelde niet overal even succesvol waren.
In 1990 trad Dunham op in The Tonight Show with Johnny Carson. Aan het eind van de act kreeg hij van Johnny Carson diens teken van goedkeuring, iets wat maar vier andere komieken ooit kregen. Dunham heeft vaker in The Tonight Show opgetreden dan elke andere komiek.
Naast het geven van theatershows speelde Dunham ook een paar keer mee in televisieseries en -reclames. Zo was hij samen met zijn pop Walter te zien in een aflevering van Ellen en een reclame voor Hertz. Verder was hij te zien in 60 Minutes II, Fox Sports Nets The Best Damn Sports Show Period, Hollywood Squares, Entertainment Tonight, Good Morning America en Blue Collar TV.
Op 18 juli 2003 trad Dunham op in Comedy Central Presents, zijn eerste solo-optreden op Comedy Central. In 2006 nam hij voor Comedy Central zijn eerste special op, Arguing With Myself. Later volgden nog meer specials: Spark of Insanity, Jeff Dunham's Very Special Christmas Special en Identity Crisis. Naast deze specials bracht Dunham ook een muziekalbum uit: Don't Come Home for Christmas.
In januari 2008 werd Dunham door zijn kijkers verkozen tot de beste komiek in Comedy Centrals Stand-Up Showdown. Hij is de enige persoon ooit die tweemaal de 'Buikspreker van het Jaar' Award heeft gewonnen. Tevens werd hij genomineerd voor de 'Komiek van het Jaar' door de TNN Music City News Country Awards.
In 2014 sprak Dunham de stem van Mole in de film The Nut Job in. In 2017 verzorgde hij deze stem opnieuw in The Nut Job 2. 
In 2017 kreeg hij een ster op de Hollywood Walk of Fame.

## Poppen

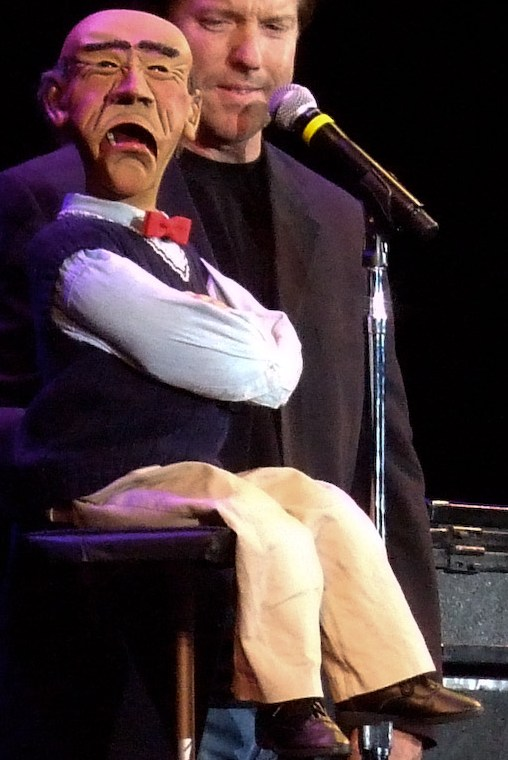
Walter

Dunham heeft verscheidene poppen.
WalterEen van Dunhams eerste poppen en tevens een van de weinige poppen die door Dunham zelf zijn gemaakt. Walter is een chagrijnige oude man die ongelukkig is in zijn huwelijk en Dunham altijd op zijn fouten wijst. Hij is een veteraan uit de Vietnamoorlog en het stereotype van een knorrig oud mannetje dat overal kritiek op heeft en nooit tevreden kan zijn. Hij geeft niets om zijn vrouw of om het publiek en heeft een sarcastische kijk op de wereld, vooral kritiek op zijn vrouw is een standaard terugkerend onderwerp in Dunhams shows. De naam van zijn vrouw is tot op heden nog nooit genoemd.
PeanutEen woozle (fictief wezen uit de Winnie de Poeh-verhalen) uit Micronesië die lijkt op een aap. Hij heeft een paarse huid met een witte vacht, een groen plukje haar en hij draagt slechts één Converse-schoen. In tegenstelling tot Dunhams andere poppen is Peanuts humor niet gecentreerd rondom een specifiek thema of stereotype. Peanut is altijd heel druk en opgewekt en houdt ervan om grappen te maken over Dunham zelf, naar eigen zeggen wordt hij door NyQuil en Red Bull nog drukker. Hij wordt geregeld gebruikt in combinatie met José Jalapeño, die eveneens slachtoffer is van Peanuts grappen.
José Jalapeño On a StickEen pratende jalapeño op een stok of zoals hij zelf zegt: "On a steek!". José draagt een sombrero, heeft een snor en praat met een zwaar Mexicaans accent. Hij symboliseert het latino-stereotype. Hij is de meest eenvoudige pop van Dunham, daar alleen zijn mond kan bewegen. De meeste grappen rondom hem draaien om zijn afkomst en zijn vreemde verschijning. Dunham gebruikt José meestal in combinatie met Peanut, die het vaakst deze grappen maakt.
Achmed the Dead TerroristEen van Dunhams recentere en bekendste poppen. Achmed is het skelet van een dode incompetente zelfmoordterrorist. Hij is erg agressief en dreigt in iedere show regelmatig om Dunham of het publiek te vermoorden als ze niet stil zijn, maar heeft ook gevoelige kanten die soms duidelijk worden. Hij is doodsbang voor Walter en blijft het liefst zo ver mogelijk bij hem uit de buurt, zo zegt hij bijvoorbeeld dat het mosterdgas van Saddam Hoessein niks is vergeleken met een scheet van Walter. Zijn bekendste uitspraken zijn "Silence! I kill you!" ("Stilte! Ik vermoord je!"), "Stop touching me!" ("Raak me niet aan!") en "It's not funny!" ("Het is niet grappig!"). Over hoe hij is gestorven bestaan verschillende verhalen (onder andere dat zijn bom te vroeg afging, dat hij een explosie veroorzaakte door te bellen bij een benzinestation en dat hij dood zou zijn geschoten door Amerikaanse soldaten). Hoewel hij er stereotiepe  ideeën van moslimextremisten op na houdt, beweert hij zelf geen moslim te zijn, daar hij gefabriceerd is in China. Op de vraag wie de moeder is van zijn zoon Achmed Junior, kan Achmed geen antwoord geven. Hij kent zijn vrouwen enkel bij nummers.
Bubba J.Een stereotiepe  redneck. Hij houdt van simpele dingen in het leven zoals bier en NASCAR. Hij is een van Dunhams minder brutale poppen en niet bijster intelligent.
BubbaDe voorloper van Bubba J. die Dunham gebruikte in de jaren 1990-1999. Ook deze pop is behoorlijk onnozel en houdt van bier en NASCAR.
Sweet Daddy DeeEen trotse Afro-Amerikaanse souteneur en de nieuwe manager van Dunham. Hij noemt zichzelf een 'pimp', wat volgens hem staat voor 'player in the management profession'.
Melvin the Superhero GuyEen superheld die door Dunham wordt gebruikt om grappen te maken over stereotiepe  en bekende superhelden. Melvin draagt een blauw kostuum (gekregen via eBay) en heeft een opvallend grote neus. Door zijn grote neus ziet hij Pinokkio als zijn aartsvijand. Melvin is totaal niet onder de indruk van andere superhelden, daar hij hen maar uitslovers vindt met hun grote arsenaal aan superkrachten. Melvin heeft zelf slechts twee superkrachten: hij kan vliegen (over de afstand die Dunham hem kan gooien) en heeft röntgenogen (maar hij kan niet door siliconen kijken). Zijn zwakheden zijn koekjes en porno, hoewel niet op dezelfde tijd, zoals hij zegt: "I need a free hand!" ("Ik heb een vrije hand nodig!"). Melvin is een van Dunhams minder brutale poppen en zijn stem is een combinatie van de stemmen van alle poppen van Dunham die eerder verschenen dan hij.
Achmed Junior (AJ)Zoon van Achmed the Dead Terrorist, half gehavend door het 'ongeluk' dat Achmed met zijn mobiele telefoon bij de benzinepomp heeft gehad waardoor hij er half menselijk en half als skelet uitziet. AJ heeft een Brits accent, daar hij nu in een pleeggezin in Engeland woont.
Jacques MerdeDe Franse neef van Achmed, ook een terrorist. Zijn achternaam Merde betekent letterlijk vertaald 'verdomme' of 'onzin'.
LarryEen zware kettingroker en de persoonlijke adviseur van Donald Trump, de 45e en 47e president van de Verenigde Staten. Zijn stem is een combinatie van de stemmen van Walter en Peanut.
SeamusEen 'adoptiebaby' van Dunham, afkomstig uit Dublin. Seamus is al compleet ontspoord, hij scheldt bijvoorbeeld veel en drinkt alcoholische drank.
(Mini) Ugly Ass JeffIn de Identity Crisis Tour maakt Peanut zijn 'buikspreek'-debuut, dit doet hij met een kleine Jeff Dunham-pop.
Little JeffIn de Disorderly Conduct Tour verscheen Little Jeff. Hij houdt er blijkbaar erg van om zijn grotere identiteit belachelijk te maken en tijdens de show zou hij hierdoor ook bijna vermoord zijn geworden. Na de show is deze pop verloot op eBay met de handtekening van Jeff op de stok, de winst zou naar een goed doel zijn gegaan.
DianeDeze pop verscheen voor het eerst met Dunham in de film Dinner For Schmucks als 'Debbie', de vrouw van zijn personage. Ze maakte haar stand-updebuut in de Identity Crisis Tour.
OsamaEen pop die nooit is verschenen in een van Dunhams shows. Hij werd vervangen door Achmed omdat zijn karakter te beledigend was, daar hij een variant is op de terrorist Osama bin Laden.
The MonkeyEen naamloos personage en een andere pop die Dunham gebruikte begin jaren 1990-1999. Een gorilla die grappen maakt over stereotiepe eigenschappen van apen (bijvoorbeeld neuspeuteren, aan de voeten krabben en boeren). Hij wordt gezien als een 'voorloper' van Peanut, daar Peanut ook in Dunhams eerdere verschijningen op televisie is verschenen. Naar eigen zeggen is hij een kleinzoon van King Kong.
The BabyEen ander naamloos personage. Dunham gebruikte deze pop begin jaren 1980-1989. Hij is een van de meest eenvoudige poppen, daar hij altijd in een poncho zit en zijn gezicht nooit zichtbaar is.

## Filmografie
- Jeff Dunham: Arguing With Myself (2006)
- Jeff Dunham: Spark of Insanity (2007)
- Jeff Dunham: Very Special Christmas Special (2008)
- The Jeff Dunham Show (2009)
- Dinner For Schmucks (2010)
- Controlled Chaos (2011)
- Jeff Dunham: Identity Crisis (2011)
- So Random! (Aflevering: Hart To Hart)
- Jeff Dunham: Minding The Monsters (2012)
- Jeff Dunham: All over the Map (2014)
- Jeff Dunham: Relative Disaster (2017)
- Jeff Dunham: Beside Himself (2019)

## Discografie
- Don't Come Home for Christmas (2008)

## Prijzen
- Funniest Male Stand-Up Comic (American Comedy Awards)